# Епархия Виана-ду-Каштелу
 Епархия Виана-ду-Каштелу  (лат. Dioecesis Vianensis Castelli) — епархия Римско-Католической церкви с центром в городе Виана-ду-Каштелу, Португалия. Епархия Виана-ду-Каштелу входит в митрополию Браги. Кафедральным собором епархии Виана-ду-Каштелу является церковь Пресвятой Девы Марии Царицы.

## История
3 ноября 1977 года Святой Престол учредил епархию Виана-ду-Каштелу, выделив её из архиепархии Браги.

## Ординарии епархии
- епископ Júlio Tavares Rebimbas (3.11.1977 — 12.02.1982);
- епископ Armindo Lopes Coelho (15.10.1982 — 13.06.1997) — назначен епископом Порту;
- епископ José Augusto Martins Fernandes Pedreira (29.10.1997 — 11.06.2010);
- епископ Anacleto Cordeiro Gonçalves de Oliveira (11.06.2010 — по настоящее время).

## Источник
- Annuario Pontificio, Libreria Editrice Vaticana, Città del Vaticano, 2003, ISBN 88-209-7422-3